# Osojci
Osojci je naseljeno mjesto u sastavu Grada Dervente, Republika Srpska, BiH. 

## Stanovništvo
| Osojci             |              |
| Godina popisa      | 1991.        |
| Srbi               | 132 (85,71%) |
| Hrvati             | 6 (3,90%)    |
| Jugoslaveni        | 16 (10,39%)  |
| Muslimani          | 0            |
| ostali i nepoznato | 0            |
| ukupno             | 154          |